# ایلیا پائولوویچ پطروشفسکی
ایلیا پائولوویچ پتروشفسکی (به روسی: Илья́ Па́влович Петруше́вский) استاد تاریخ خاور نزدیک و خاورمیانه در دانشگاه لنینگراد بود.

## زندگی
پتروشفسکی خاورشناس روس. در ۱۸۹۸ میلادی در شهر کیِف در خانواده‌ای کارمند به دنیا آمد. در ۱۹۲۶ همزمان از دو رشته تاریخ و ادبیات فارغ‌التحصیل شد. از ۱۹۲۹ به مدت دو سال در انستیتوی تاریخ و مردم‌شناسی آذربایجان شوروی به کار پرداخت و سپس در انستیتوی دولتی قفقازشناسی مشغول به کار شد. در ۱۹۳۵ ریاست فرهنگستان علوم اتحاد شوروی، به دلیل مجموع آثارش در رشته تاریخ، درجه دکتری به او اهدا کرد. پطروشفسکی در ۱۹۳۶ به سن پترزبورگ رفت و کارمند ارشد علمی انستیتوی تاریخ شد. او در ۱۹۴۱ به درجه فوق دکتری نایل آمد و در زمان جنگ جهانی دوم در دانشگاه دولتی آسیای میانه در تاشکند به تدریس پرداخت. سپس از ۱۹۴۶ به مدت ۳۱ سال در دانشگاه سن پترزبورگ تدریس کرد. او در ۱۹۴۷ به مقام استادی رسید و از ۱۹۵۰ تا ۱۹۵۴ و از ۱۹۶۱ تا زمان مرگش در ۱۹۷۷ ریاست کرسی تاریخ کشورهای خاورمیانه را در دانشگاه سن پترزبورگ بر عهده داشت و در حدود سی واحد درسی از تاریخ سرزمین‌های خاورمیانه در دوره باستان و میانه، جغرافیا و دین ارائه کرد.

## آثار
او جز نویسندگان «تاریخ ایران کمبریج» بوده و کتاب‌های «اسلام در ایران» و «سربداران» از اوست.
اسلام در ایران، در واقع متن درس‌های نویسنده برای دانشجویان تاریخ بوده‌است. مهم‌ترین موضوعات این کتاب ظهور اسلام، ورودِ آن به ایران، قرآن مجید، منابع حقوق اسلامی، تدوین فقه، مجادلات فرقه‌ای، کلام، اسماعیلیان، قرمطیان، عرفان و پیروزی شیعه در ایران است. با این همه در این اثر نارسایی‌هایی در موارد فقهی و حقوقی و جایگاه شیعیان به چشم می‌خورد که در ترجمه پارسی حاشیه محمدرضا حکیمی به توضیح و تبیین آن اختصاص یافته‌است.
کتاب در حال حاضر ممنوعه «اسلام در ایران، از هجرت تا پایان قرن نهم هجری»، یکی از آثار ایران‌شناس بزرگ اهل شوروی سابق و عضو آکادمی علوم آن کشور، «ایلیا پاولویچ پطروشفسکی» است که یکی از آثار مهم در زمینه منابع و متون تاریخ اسلام و تطورات تعالیم اسلامی و فقه اسلامی و صوفیگری و مذاهب و مسالک و نهضتهایی که مردم در بطن اسلام برپا کردند، به ویژه تشیع است. این کتاب در سال ۱۳۵۰ توسط نشر پیام به چاپ رسید و تا سال ۱۳۶۳ که ممنوع چاپ شد، هفت بار تجدید چاپ شده بود. فصل آخر کتاب به چگونگی شکل‌گیری تشیع در ایران می‌پردازد.

## ترجمۀ آثار به فارسی
تاکنون آثار زیر از پطروشفسکی به زبان فارسی ترجمه و به چاپ رسیده است.
- پ‍طروش‍ف‍س‍ک‍ی‌، ای‍ل‍ی‍ا پ‍اول‍ووی‍چ‌، اس‍لام‌ در ای‍ران‌: از ه‍ج‍رت‌ ت‍ا پ‍ای‍ان‌ ق‍رن‌ ن‍ه‍م‌ ه‍ج‍ری‌‮‬، ت‍رج‍م‍ه‌ ک‍ری‍م‌ ک‍ش‍اورز، ‏‫ت‍ه‍ران‌‮‬‏‫: پ‍ی‍ام‌‮‬‏‫، ۱۳۵۰.
- پ‍طروش‍ف‍س‍ک‍ی‌، ای‍ل‍ی‍ا پ‍اول‍ووی‍چ‌، ‫ت‍اری‍خ‌ اج‍ت‍م‍اع‍ی‌-اق‍ت‍ص‍ادی‌ ای‍ران‌ در دورۀ‌ م‍غ‍ول‌، (ا. پ‌. پ‍طروش‍ف‍س‍ک‍ی‌، ک‍ارل‌ ی‍ان‌، ج‍ان‌ م‍اس‍ون‌ اس‍م‍ی‍ت‌)، ت‍رج‍مۀ‌ ی‍ع‍ق‍وب‌ آژن‍د، ت‍ه‍ران‌: اطلاع‍ات‌‏‫، ۱۳۶۶.
  - نظام اجتماعی و اقتصادی ایلخانان، پطروشفسکی و دیگران، ترجمۀ یعقوب آژند، تهران: گستره‏‫، ۱۳۹۴.
- پطروش‍ف‍س‍ک‍ی‌، ای‍ل‍ی‍ا پ‍اول‍ووی‍چ‌، ک‍ش‍اورزی‌ م‍ن‍اس‍ب‍ات‌ ارض‍ی‌ در ای‍ران‌: ع‍ه‍د م‍غ‍ول‌ (ق‍رن‌ه‍ای‌ ۱۳، ۱۴ م‍ی‍لادی‌)، ۲ ج‌، ت‍رج‍م‍ۀ‌ ک‍ری‍م‌ ک‍ش‍اورز، ت‍ه‍ران‌: دان‍ش‍گ‍اه‌ ت‍ه‍ران‌، م‍ؤس‍س‍ۀ‌ م‍طال‍ع‍ات‌ و ت‍ح‍ق‍ی‍ق‍ات‌ اج‍ت‍م‍اع‍ی‌، ۱۳۴۴؛ تهران: ابوریحان (نیل)، ‏‫۱۳۵۷.
- پ‍طروش‍ف‍س‍ک‍ی‌، ای‍ل‍ی‍ا پ‍اول‍ووی‍چ‌، ای‍ران‍ش‍ن‍اس‍ی‌ در ش‍وروی‌؛ دول‍ت‌ در ع‍ه‍د ای‍ل‍خ‍ان‍ان‌؛ فقه‌اللغه ایرانی / ای‌. پ‌. پ‍طروش‍ف‍س‍ک‍ی‌، ای‌م. ارانسکی، ت‍رج‍م‍ۀ‌ ی‍ع‍ق‍وب‌ آژن‍د، ‏‫‏‏ت‍ه‍ران‌: نیلوفر‏‫‏‏، ۱۳۵۹.
- ای‍ل‍خ‍ان‍ان‌، ات‍ی‍ن‍گ‍ه‍اوزن‌، اشپولر، پطروشفسکی، لمبتن، مرگان، ت‍رج‍م‍ه‌ و ت‍أل‍ی‍ف‌ ی‍ع‍ق‍وب‌ آژن‍د، ت‍ه‍ران‌: م‍ول‍ی‌، ۱۳۸۴.
- پ‍طروش‍ف‍س‍ک‍ی‌، ای‍ل‍ی‍ا پ‍اول‍ووی‍چ‌، س‍ه‌ م‍ق‍ال‍ه‌ درب‍ارۀ‌ ب‍ردگ‍ی‌، (ای‌. پ‌. پ‍ت‍روش‍ف‍س‍ک‍سی، ی‌. آ. ب‍ل‍ی‍ای‍ف‌)، ت‍رج‍م‍ۀ‌ س‍ی‍روس‌ ای‍زدی‌، تهران: امیر‌کبیر‏‫، ۲۵۳۶‬‏‫= ۱۳۵۶.
- پ‍طروش‍ف‍س‍ک‍ی‌، ای‍ل‍ی‍ا پ‍اول‍ووی‍چ‌، نهضت سربداران خراسان، ترجمۀ کریم کشاورز، تهران: پیام، ۱۳۵۱.
- ت‍اری‍خ ای‍ران‌ از زم‍ان‌ ب‍اس‍ت‍ان‌ ت‍ا ام‍روز، (ا.آ. گرانتوسکی، م.آ داندامایو، گ.آ. کاشلنکو، ای.پ. پتروشفسکی، م.س. ایوانف، ل.ک. بلوی)، ت‍رج‍م‍ۀ‌ ک‍ی‍خ‍س‍رو ک‍ش‍اورزی‌، ت‍ه‍ران: م‍رواری‍د‏‫، ۱۳۸۵.
- ت‍اری‍خ‌ ای‍ران‌، م‌.س‌. ای‍وان‍ف‌ و دی‍گ‍ران‌، ت‍رج‍م‍ۀ‌ س‍ی‍روس‌ ای‍زدی و ح‍س‍ی‍ن‌ ت‍ح‍وی‍ل‍ی، ت‍ه‍ران: بی‌نا، بی‌تا؛ (ج‍ل‍د دوم‌ ای‍ن‌ ک‍ت‍اب‌ با عنوان «ای‍ران‌ در س‍ده‌ه‍ای‌ م‍ی‍ان‍ه» ت‍وس‍ط «ای‌.پ‌. پ‍ت‍روش‍ف‍س‍ک‍ی‌» ت‍أل‍ی‍ف‌ ش‍ده‌‌اس‍ت‌.)